# كأس فرنسا 1964–65
كأس فرنسا 1964–65 (بالفرنسية: Coupe de France de football 1964-1965)‏ هو موسم من كأس فرنسا. أشرف على تنظيمه اتحاد فرنسا لكرة القدم، وفاز فيه ستاد رين.